# Air (banda)
AIR é uma dupla francesa de música eletrônica, formada no ano de 1995 por Nicolas Godin e Jean-Benoît Dunckel.
O nome da banda é uma sigla (por isso a grafia em maiúsculas) para Amour, Imagination, Rêve (em português, 'Amor, Imaginação e Sonho'). O AIR costuma fazer parte das bandas sonoras dos filmes de  Sofia Coppola.
Os trabalhos desta dupla francesa se iniciaram com o EP Premiers Symptômes, seguido de Moon Safari, álbum aclamado pela crítica; da reedição de Premiers Symptômes (1997); da banda sonora do filme de Sofia Coppola, The Virgin Suicides, e dos álbuns 10.000Hz Legend, Everybody Hertz (feito em 2002, com um remix das principais músicas de 10.000Hz Legend), Talkie Walkie, Pocket Symphony e Love 2.
Em 2014 a dupla foi convidada pelo museu francês Palais des Beaux-Arts de Lille a sonorizar uma exposição chamada "Open Museum". O álbum Music For Museum, lançado apenas no formato vinil com 9 faixas inéditas e com uma tiragem limitada a apenas 1.000 exemplares é o resultado desse trabalho.

## Membros

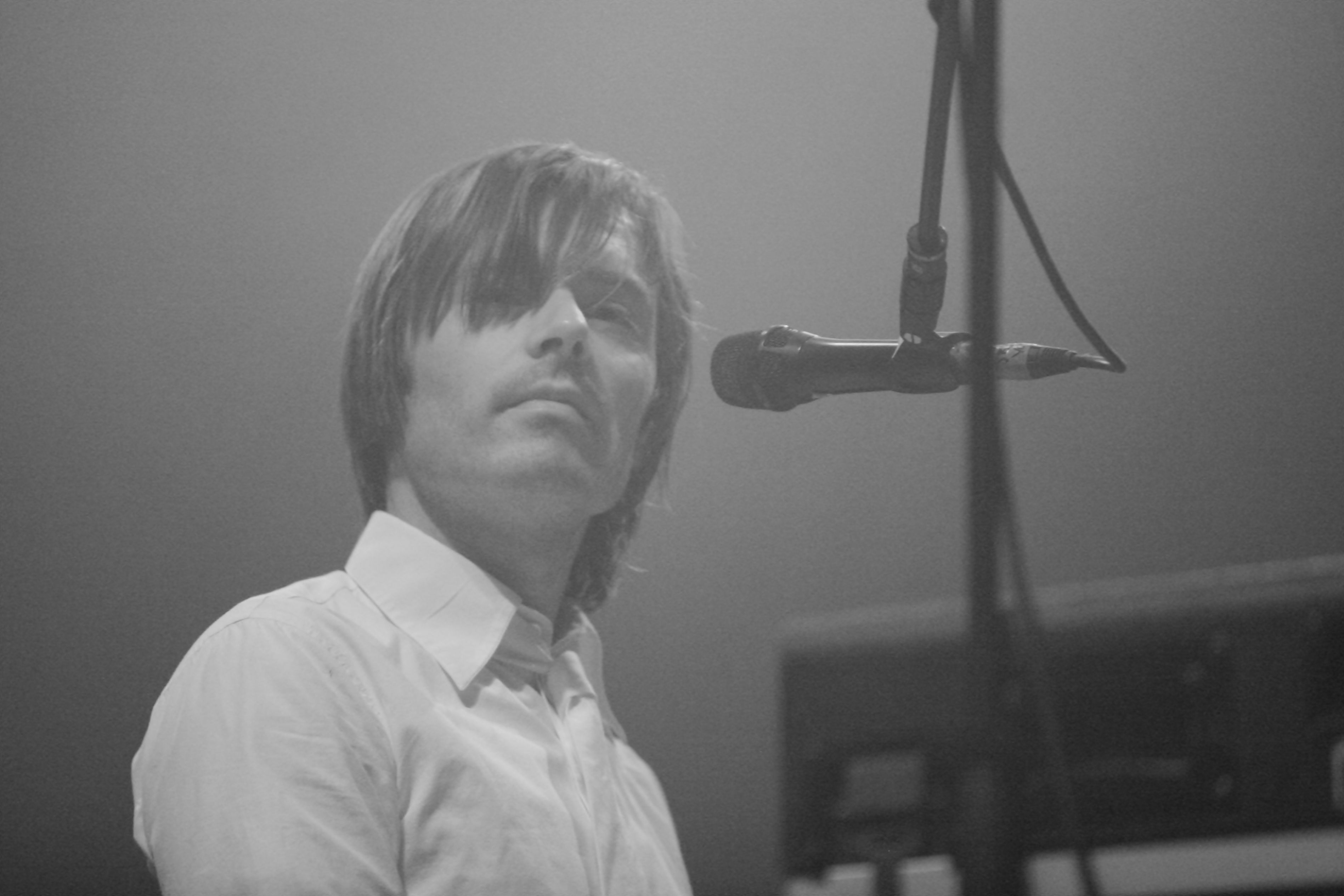
Jean-Benoît Dunckel
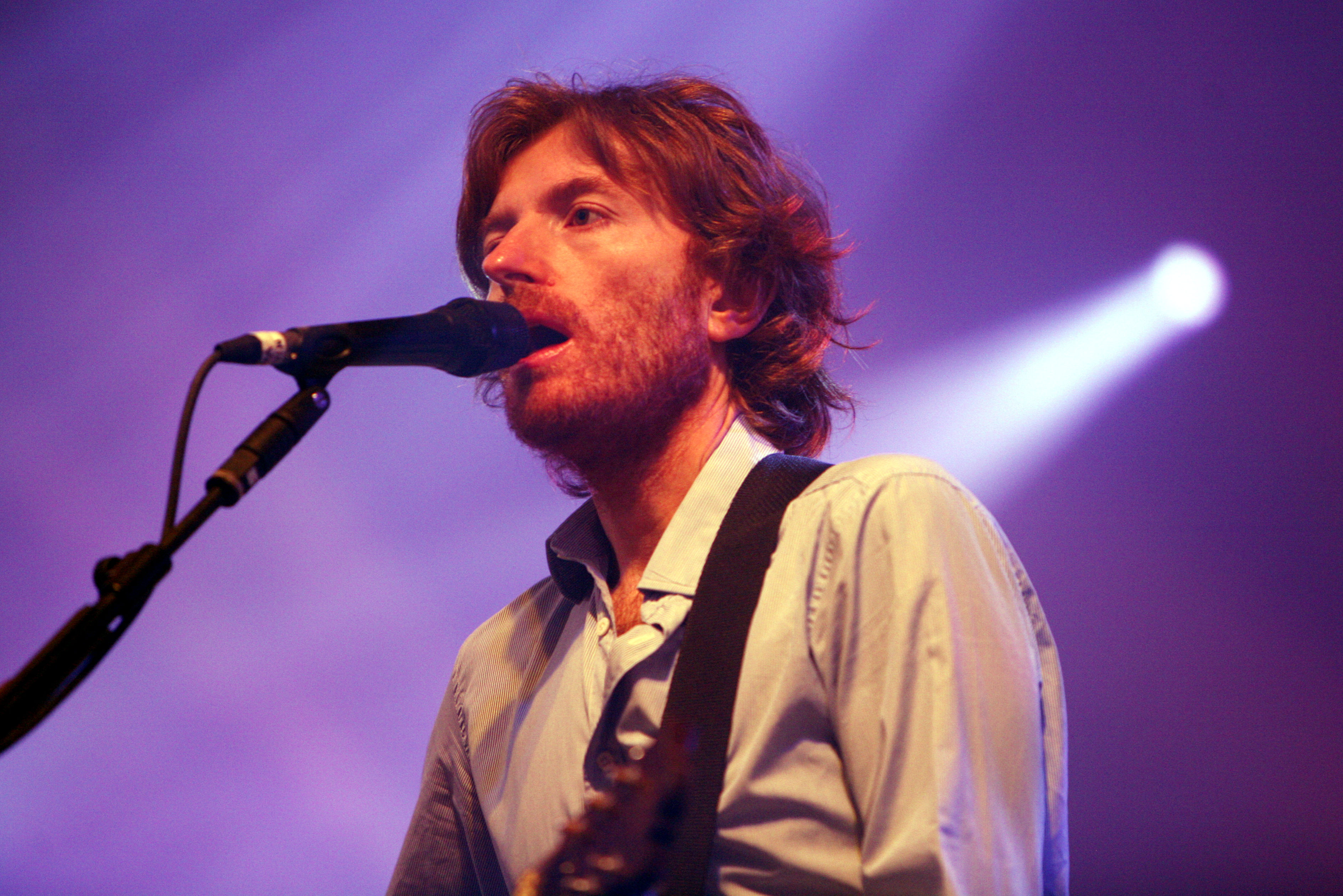
Nicolas Godin

## Discografia
- Moon Safari (1998)
- The Virgin Suicides (2000)
- 10 000 Hz Legend (2001)
- Talkie Walkie (2004)
- Pocket Symphony (2007)
- Love 2 (2009)
- Le Voyage Dans La Lune (2012)
- Music For Museum (2014)
- Everybody Hertz (2002)

### Álbuns de compilações e remix
- Premiers Symptômes (1997)
- Everybody Hertz (2002)
- City Reading (Tre Storie Western) (2003)
- Late Night Tales (2006)